# 陸梓峂
陸梓峂（英語：Vienna Luk Tsz-tung，1998年4月3日—），香港理工大學社會政策及行政學系畢業。前公民黨成員前香港沙田區議會碧湖選區議員，亦是香港歷史上最年輕當選的女區議員。2022年起定居英國。
陸梓峂曾代表公民黨參選2019年11月舉行的區議會選舉，挑戰時任區議員民建聯黃冰芬，最終以4,280票獲勝。

## 政治生涯

### 參選2019年區議會選舉
2019年11月24日，陸梓峂以總票數4280票，擊敗當區爭取連任的黃冰芬（3457票），成為新一任沙田區議會議員。她以21歲之齡成為香港歷史上最年輕的女區議員，打破了麥美娟於1993年以22歲獲委任為葵青區議員的紀錄。
| 政党   | 政党   | 候选人    | 票数  | %     | ±      |
| ------ | ------ | --------- | ----- | ----- | ------ |
|        | 公民黨 | ①. 陸梓峂 | 4,280 | 55.32 |        |
|        | 民建聯 | ②. 黃冰芬 | 3,457 | 44.68 | -2.43  |
| 多数票 | 多数票 | 多数票    | 823   | 10.64 | 不適用 |

### 當選後
當選後，身為理大學生，陸梓峂即與其他民主派的當選區議員就香港理工大學衝突要求香港警察撤離香港理工大學，並容許各方進入香港理工大學範圍進行人道救援。陸梓峂亦參與了時任香港立法會議員與十八區時任及候任區議員要求政府由公務員加薪議程中抽起警隊作獨立審議的聯署。

## 區議會服務 （2020-2021）[8]
- 區議會議員
- 地區設施管理及保安事務委員會委員
- 文化、體育及社區發展委員會委員
- 教育及福利委員會委員
- 發展及房屋委員會委員
- 交通及運輸委員會委員
- 衞生及環境委員會委員
- 財務及常務委員會委員
- 加強沙田區公共衞生工作小組成員
- 公共關係及宣傳推廣工作小組成員
- 地區設施及改善工程工作小組成員
- 文化、節日及墟市活動工作小組成員

## 外部連結
- 陸梓峂的Facebook專頁（页面存档备份，存于）